# 春にして君を離れ
『春にして君を離れ』（はるにしてきみをはなれ、原題: Absent in the Spring）は、イギリスの小説家アガサ・クリスティが、メアリ・ウェストマコット名義で1944年に発表した長編小説。

## 解説
アガサ・クリスティがメアリ・ウェストマコット (Mary Westmacott) 名義で発表した、ロマンス小説と分類される6作のうちの第3作。初版はイギリスで1944年8月にコリンズ社 (William Collins, Sons) から、アメリカ合衆国ではFarrar & Rinehart社から同年内に出版された。
クリスティの自伝によれば、本書の構想は長い間頭の中で練り上げており、1944年の発表時にはわずか3日で書き上げたという。
タイトルはウィリアム・シェイクスピアの『ソネット集』第98番 (Sonnet 98) の一節（From you have I been absent in the spring）から採られている。

## あらすじ
1930年代。地方弁護士の夫との間に1男2女に恵まれ、よき妻・よき母であると自負し満足している主人公ジョーン・スカダモアは、結婚してバグダッドにいる末娘（次女）の急病を見舞った帰りの一人旅の途上にある。
荒天が一帯を襲い、交通網は寸断される。列車の来るあてのないまま、砂漠のただなかにあるトルコ国境の駅の鉄道宿泊所（レストハウス）に、旅行者としてはただ一人幾日もとどまることを余儀なくされる。何もすることがなくなった彼女は、自分の来し方を回想する。やがて彼女は、自分の家族や人生についての自分の認識に疑念を抱き、今まで気づかなかった真実に気づく。

## おもな登場人物
固有名詞等は中村妙子訳による。
ジョーン・スカダモア (Joan Scudamore)
主人公で、本作は彼女の視点で彼女の思索を辿りながら語られる。
生まれも育ちも現在の住まいも、クレイミンスターという田舎町。父は海軍の将官。ロドニーとは恋愛結婚で、ジョーンは現在もロドニーが自分を深く愛していると信じている。夫と長く離れたのは今回の旅行が初めて。また、子供の幸福を何よりも考えてきたと自負しており、夫や子供のことは誰よりも知っていると考えている。
ロドニー
ジョーンの夫。クレイミンスターで弁護士事務所を開業し、世間からは成功していると見なされている。
弁護士事務所はもともとジョーンの伯父が経営しており、司法試験に合格したばかりのロドニーを共同経営者として迎え入れた。その頃のロドニーは弁護士は向いていないと考え、農場経営を夢見ていたが、ジョーンが説き伏せて弁護士事務所入りを納得させた。ジョーンはこのことでよいことをしたと考えている。
本作のエピローグはロドニーの視点で語られ、ジョーンが考えた「真実」の真相が語られる。
ブランチ・ハガード
ジョーンの旧友。本作はイラクの鉄道宿泊所でジョーンとブランチが偶然再会するところから始まる。ジョーンはバグダッドからロンドンへの帰路、ブランチは現在の夫（鉄道技師のドノヴァン氏）が住むバグダッドへ行く途上であった。
ジョーンとは聖アン女学院の同級生。かつてはジョーン自身も含めた生徒たちの憧れの的であったが、その後はさまざまな恋愛事件を引き起こした。イラクでの再会時はすっかり老け込み、さらに彼女が語る奔放な人生の話から、ジョーンは彼女の零落を憐れむ。
バーバラとはジョーンの娘と知らず面識があり、バーバラについての彼女の見方と、バグダッドの社交界の噂をジョーンに語る。また、過去の離婚裁判を通じて、ロドニーとも面識がある。ブランチの言葉は、ジョーンが思索する糸口になる。
バーバラ（バブズ）
ジョーンの末っ子で次女。夫のウィリアム・レイは、イラクの土木事業局で有力な地位についており、赤ん坊のモプシーがいる。ジョーンのバグダッド行きは彼女の急病を見舞うためで、回復期の病人と頼りにならない婿で混乱した家庭を采配し、万事ゆくりなく手当を行ったと考えている。
トニー
ジョーンの初子で長男。農科大学を卒業、ローデシアでオレンジ農園を経営し、現地で家庭を築いた。
エイヴラル
ジョーンの長女。冷ややかなまでに理知的な性格。かつては妻のある年上の男性と（ジョーンの見るところでは気まぐれで）激しい恋愛に落ち「両親に少なからず気を揉ませた」。現在は株式ブローカーと結婚してロンドンで暮らしている。
レスリー・シャーストン
クレイミンスターの銀行家チャールズ・エドワード・シャーストンの妻。1930年に病死し、物語の現在時点では故人。ジョーンは「悲惨で気の毒な一生」と考えている。
シャーストン氏は横領事件を起こし、服役した。シャーストン氏の弁護に当たったのがロドニーであり、2人の幼子を抱えたレスリーの相談相手となった。親族から2人の子供を引き取るという申し出があったが、レスリーはこれを拒んだ。これは「前科者の子」という不名誉を負わせる選択であり、また子供たちに父親が刑務所に入っていたという事実を教えているという点も、ジョーンからすれば信じがたい点である。
レスリーは園芸農家として身を立て、たくましく生活基盤を築いた。その「勇気」についてはジョーンも認めるところである。
ホーエンバッハ・サルム公爵夫人（サーシャ）
物語の終盤で登場。砂漠の中のレストハウスでの立往生から解放され、鉄道の旅を再開させたジョーンが、アレッポからイスタンブールまで、トールス急行で一等寝台車の相部屋となった客。ロシア出身の公爵夫人で、多言語を操るコスモポリタン。ジョーンはレストハウスでの「回心」を打ち明けた。しかし、同行の旅の最後の頃には、生まれながらの貴族と田舎弁護士の妻という階級差を感じさせる彼女をジョーンは疎ましく思うようになった。

## 日本語版書誌
- 『春にして君を離れ』中村妙子訳（早川書房、ハヤカワNV文庫、1973年）
  - （早川書房、ハヤカワ文庫・クリスティー文庫、2004年）
- 『オリエントより愛をこめて』白鳥さよ訳（日本メール・オーダー、1984年）

## 舞台
音楽座ミュージカルにより『SUNDAY』（サンディ）のタイトルで世界初舞台化され、同ミュージカル第14作目の新作として2018年12月15日から12月24日まで音楽座ミュージカル芹ヶ谷スタジオ（東京都町田市）で行われた。
キャッチコピーは「私が終わる、私がはじまる」。

### キャスト（舞台）
- ジョーン：高野菜々
- レスリー：森彩香
- ブランチ：宮崎祥子
- ギルビー：井田安寿
- バーバラ：平田薫
- エイブラル：北村祥子
- ゲッコー：広田勇二
- ロドニー：安中淳也
- チャールズ：新木啓介
- ウィリアム：上田亮
- トニー：大須賀勇登

他

### スタッフ（舞台）
- 脚本・演出・振付：ワームホールプロジェクト
- 音楽：高田浩、金子浩介
- 美術：伊藤雅子
- 衣装：原まさみ
- ヘアメイク：川村和枝
- 照明：渡邊雄太
- 音響：小幡亨
- 歌唱指導：桑原英明
- 製作著作・主催：ヒューマンデザイン

### 公演データ
| 上演日（2018年）   | 上演開始時間（JST） |
| ------------------ | ------------------- |
| 12月15日（初日）   | 15:30               |
| 12月16日           | 11:00 / 15:30       |
| 12月21日           | 18:30               |
| 12月22日           | 11:00 / 15:30       |
| 12月23日           | 11:00               |
| 12月24日（千穐楽） | 15:30               |